# Albert Gasset i Nicolau
Albert González Nicolau, més conegut com a Albert Gasset i Nicolau o simplement Gasset (Barcelona, 1906 - 2000) fou un realitzador, director de fotografia i muntador català.

## Biografia
Fill de cantants de sarsuela, debutà a vuit anys al teatre Principal Palace de Barcelona. Començà en el món del cinema al costat de l'operador Ramon de Baños en La Vida de Cristóbal Colón y su descubrimiento de América (1916-17, Émile Bourgeois). El 1918 conegué Fructuós Gelabert, amb qui treballà estretament i li posà el renom de Griffith. Després d'un viatge a Nova York i Hollywood (1923), participà en la fotografia d'Ellas y ellos (Baltasar Abadal) i en Amor de campesino (Josep Pitarch, Lluís Forasté i Martín Aguyé), i feu el muntatge d'El martirio de vivir (1924, Enrico Santos). A partir de llavors exercí d'operador, maquillador, figurant, muntador, tècnic de laboratori, director artístic, documentalista i director d'argumentals, a banda de construir o millorar càmeres, adaptar sistemes sonors i inventar plataformes mòbils per a preses de reportatges. També feu de mestre d'escoles de cinema i acadèmies d'interpretació com ara la Pearl White (1921), l'Eros Film Comedies (1923) o la Triangle Films (1926), creades o cofundades per ell.
El 1925 fou el director artístic de la Societat Espanyola d'Amics del Cinema, presidida per Josep Fortet, i el 1926 dirigí la fotografia d'El camí de la felicitat (José G.Barranco), a partir del text de Josep Maria Folch i Torres, amb rètols en català i castellà. Després participa en la direcció artística i quadre interpretatiu de La Puntaire (1927-28, F.Gelabert i J.Claramunt). De retorn d'un nou viatge a Nova York i Los Angeles —on millorà coneixements i feu de doblador, maquillador i extra— il·luminà El Nandu va a Barcelona (1929, B.Abadal), rodà documentals i col·laborà en diverses produccions als estudis de Joinville de París i La Victorine de Niça.
Durant la dècada del 1930 treballà a l'Estudi Cinema Sonor Ruta sota la direcció de J.M. Amich i Bert, Amichatis, i tot seguit als laboratoris Cinefoto. Durant el període de la República i la guerra civil, treballà a la productora Ediciones Antifascistas Films (EA Films), on realitzà —amb Justo Labal Astor— documentals, alguns de guerra: Nuestros amigos (1937); Guerrillas del teatro (1937); Sueño musical (1938); A Federico García Lorca (1938) i Muerte de Antoñito "El Camborio" (1938), de Labal, amb fotografia i muntatge seus. En solitari dirigí i fotografià Cantando y bailando (1937); també feu la fotografia de la farsa musical argumental Don Do-Re-Mi-Fa-Sol-La-Si-Do (1938, José Fogués). A banda d'EA Films, fou membre del col·lectiu Cameraman al Servei de la República (Departament d'Agitació i Propaganda del PSUC), amb el qual rodaren documentals per al Comitè Proexèrcit Popular Regular (1937-38). També feu la fotografia del reportatge musical Marimba (1937, Valentín R.González), per al SIE Films/CNT. Després de la guerra s'exilià a França. Retornà a Barcelona el 1941 i es dedicà al muntatge i a la fotografia. El 1959 dirigí l'episodi "La mano cortada" del llarg Aventuras de Taxi-Key i en muntà els tres episodis. Posteriorment viatjà a Puerto Rico, on feu la fotografia i el muntatge de Palmer ha muerto (1962, Joan Fortuny). Es jubilà el 1978. Rebé el premi especial honorífic de Cinematografia 1982 i el Francesc Macià al mèrit al treball 1982, ambdós de la Generalitat; l'especial Sant Jordi de Cinematografia 1988 "a una vida dedicada en cos i ànima al cinema", i el de contribució a la imatge 1999 del Col·legi de Directors de Cinema de Catalunya, "per la seva aportació professional a la imatge cinematogràfica en el context històric del cinema català".
Albert Gasset morí el 17 de gener de 2000.

## Fons
El fons documental d'Albert González Nicolau està dipositat a la Filmoteca de Catalunya. Està format per fotografies i documents que il·lustren la seva trajectòria professional des dels anys vint fins al final de la seva vida.